# Estadio Juan Francisco Barraza
Das Estadio Juan Francisco Barraza ist ein multifunktionelles Stadion in San Miguel, El Salvador. Es wird hauptsächlich für Fußballspiele verwendet und ist das Heimstadion der Vereine Club Deportivo Águila, der in der Primera División de Fútbol Profesional spielt und der Club Deportivo Dragón. Es wurde am 15. November 1959 mit einem Fassungsvermögen von 6.000 Zuschauern eröffnet und 1982 nach dem bekannten salvadorianischen Fußballspieler Juan Francisco „Cariota“ Barraza benannt. Das Stadion bietet Platz für 10.000 Zuschauer.